# Major League Baseball

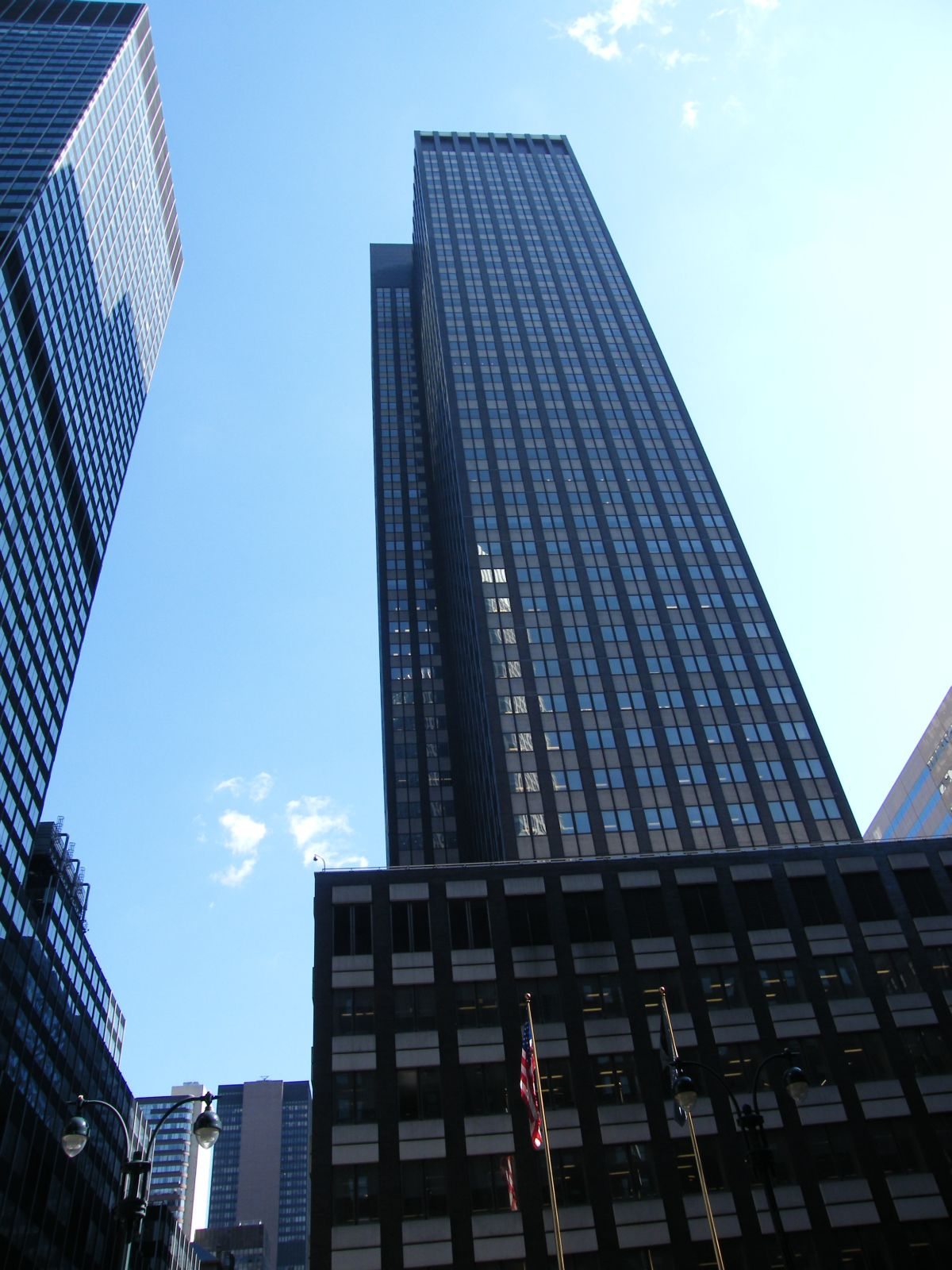
Siedziba Major League Baseball przy 245 Park Avenue w Nowym Jorku

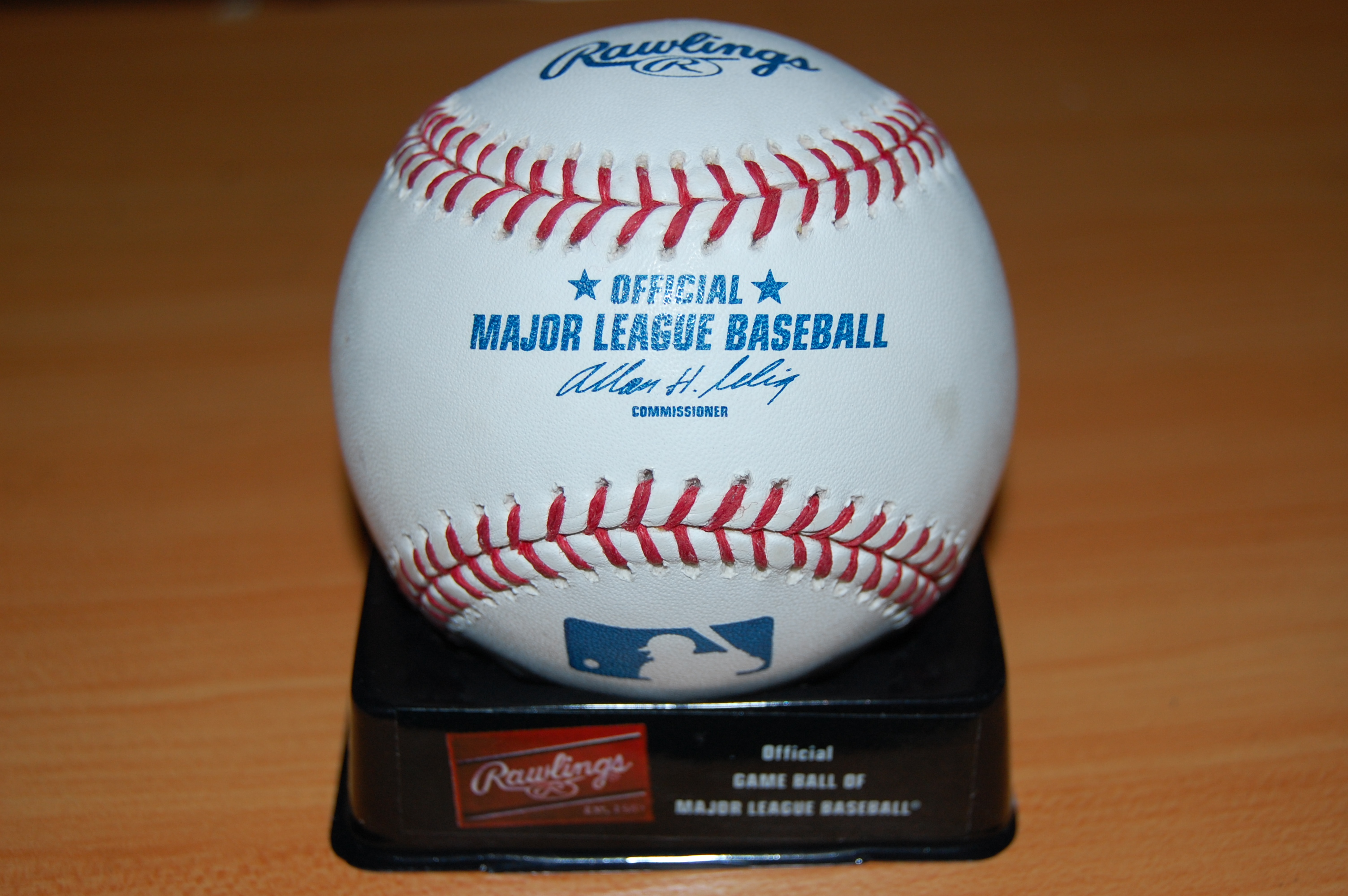
Oficjalna piłka baseballowa MLB

Major League Baseball (MLB) – najważniejsza amerykańska liga baseballu. Uczestniczy w niej 30 drużyn. Składa się z dwóch lig: National League i American League, a każda dzieli się na trzy dywizje.
Regulaminy Major League Baseball spisane są w kilku dokumentach: Major League Constitution, Professional Baseball Agreement, Major League Rules oraz Collective Bargaining Agreement, dotyczącym praw pracowniczych zawodników.

## Znaczenie nazwy
Słowo major w nazwie organizacji oznacza najwyższą rangę w zawodowym baseballu. Obecnie tylko dwie ligi: National League i American League posiadają taki status. Teoretycznie możliwe jest utworzenie kolejnej major ligi, ale znalezienie wystarczającej liczby nowych klubów, które dorównałyby tym z NL i AL organizacyjnie, a przede wszystkim finansowo, wydaje się niezwykle trudne do zrealizowania. W latach 50. XX wieku podjęto ostatnią do dziś próbę utworzenia trzeciej siły w MLB (Continental League), ale zakończyła się ona niepowodzeniem.
Ligi zawodowe, które nie należą do MLB, są zrzeszone w Minor League Baseball.

## Historia ligi
Major League Baseball – choć jeszcze tak nie nazywana – powstała w 1876 roku, gdy założono National League. W latach 1871–1875 istniała zawodowa liga National Association, ale to, czy miała ona status major, wciąż pozostaje nierozstrzygnięte, a MLB nie uznaje rekordów w niej osiągniętych.
National League założyło 6 klubów grających wcześniej w National Association:
- Chicago White Stockings (obecnie Chicago Cubs),
- Philadelphia Athletics,
- Boston Red Stockings (wkrótce zmienili nazwę na Boston Red Caps, obecnie Atlanta Braves),
- Hartford Dark Blues,
- Mutual of New York,
- St. Louis Brown Stockings

oraz dwie nowe ekipy:
- Cincinnati Red Stockings (wkrótce zmienili nazwę na Cincinnati Reds),
- Louisville Grays.

Pierwszy mecz NL odbył się 22 kwietnia 1876 roku, a Philadelphia Athletics ulegli Boston Red Caps 5-6. Pierwszym mistrzem zostali Chicago White Stockings.
W 1901 roku do MLB dołączyła American League.

### Nieistniejące ligi
W przeszłości istniały jeszcze cztery inne ligi wchodzące w skład MLB:
- American Association (lata 1882–1891)
- Union Association (1884, status major bywa podważany przez historyków)
- Players' League (1890)
- Federal League (1914-1915)

## System rozgrywek

### Sezon zasadniczy
Zespoły rozgrywają w sezonie zasadniczym, trwającym od kwietnia do września, po 162 mecze. Większość meczów rozgrywana jest pomiędzy zespołami z tej samej ligi, najczęściej w trzymeczowych seriach. Wyjątkiem jest około 20 tzw. meczów międzyligowych (interleague games), które rozgrywane są w trakcie sezonu.

### Mecz gwiazd
Na początku lipca odbywa się mecz gwiazd (All Star Game), podczas którego spotykają się zespoły składające się z zawodników obu lig. Każdy zespół liczy 25 zawodników, wśród których musi być przedstawiciel każdego zespołu ligi. Po ośmiu zawodników (z wyjątkiem miotaczy) do każdego zespołu jest wybieranych w głosowaniu kibiców.
Zwycięska liga dostaje przywilej przewagi własnego stadionu podczas World Series.

### Decydująca rozgrywka
Po zakończeniu sezonu zasadniczego po sześć zespołów z każdej z lig (trzech zwycięzców dywizji oraz trzy kolejne zespoły z najlepszym bilansem, tzw. dzikie karty) przystępują do decydującej rozgrywki o mistrzostwo ligi (postseason). Składa się ona z czterech rund:
- Wild Card Series (do dwóch zwycięstw; dwóch zwycięzców dywizji z najlepszym bilansem otrzymuje wolny los)
- Division Series (do trzech zwycięstw)
- Championship Series (do czterech zwycięstw)
- World Series (do czterech zwycięstw)

Zwycięzca World Series jest ogłaszany mistrzem świata.

## Zasady kadrowe
W MLB drużyny operują dwiema podstawowymi listami zawodników:
- lista, na której może znajdować się w danym momencie maksymalnie 40 graczy (40-Man Roster), czyli szeroka kadra zespołu,
- lista z maksymalną liczbą 25 zawodników (Active Roster), czyli kadra meczowa.

Na liście „40 nazwisk” znajdują się gracze, którzy w każdej chwili mają prawo zagrać w oficjalnych zawodach, czyli meczowa „25” (podstawowy zespół, ogłaszany oficjalnie wraz z rozpoczęciem sezonu) plus 15 wyróżniających się graczy z niższych lig posiadających kontrakty MLB, których można w razie potrzeby łatwo wstawić do gry.
Poza listą „40” znajdują się zawodnicy kontuzjowani (umieszczeni na 60-dniowej liście kontuzjowanych), gracze z kontraktami MLB, lecz bez doświadczenia (wyrażonego w latach gry), co daje klubowi opcję przesunięcia ich poza listę i do MiLB oraz gracze należący do klubu, ale nie posiadający kontraktu MLB. Poza „40” mogą znaleźć się także gracze pierwszej drużyny, którzy wystawieni na listę transferową (waivers), nie wzbudzili zainteresowania innych klubów, co pozwala na przesunięcie ich do „rezerw”.
Usunięcie gracza z listy „40” jest znacznie trudniejsze niż wpisanie go na nią, szczególnie w przypadku graczy starszych, bardziej doświadczonych, mających na swoim koncie określoną liczbę rozegranych sezonów. W pewnych warunkach, bez zgody zainteresowanego jest to prawie niemożliwe.
Liczba „25” to gracze, z których można skorzystać w trakcie meczu, czyli rozpoczynająca zawody „9” (lub „10”) oraz rezerwowi. Zmian na liście „25” można dokonywać przed meczem, ale dotyczą one głównie graczy kontuzjowanych lub tych z niższych lig. Gwiazdy zespołu i graczy doświadczonych przed niewystawieniem do meczu często chronią skomplikowane przepisy.
W drugiej części rozgrywek (od 1 września do końca sezonu regularnego) do meczu można wystawić całą listę „40”, którą należy ponownie skrócić do 25 nazwisk wraz z rozpoczęciem fazy play-off.

## Drużyny

### National League

#### National League East(East Division/NL East)
- Atlanta Braves
- Miami Marlins
- New York Mets
- Philadelphia Phillies
- Washington Nationals

#### National League Central(Central Division/NL Central)
- Chicago Cubs
- Cincinnati Reds
- Milwaukee Brewers
- Pittsburgh Pirates
- St. Louis Cardinals

#### National League West(West Division/NL West)
- Arizona Diamondbacks
- Colorado Rockies
- Los Angeles Dodgers
- San Diego Padres
- San Francisco Giants

### American League

#### American League East(East Division/AL East)
- Baltimore Orioles
- Boston Red Sox
- New York Yankees
- Tampa Bay Rays
- Toronto Blue Jays

#### American League Central(Central Division/AL Central)
- Chicago White Sox
- Cleveland Guardians
- Detroit Tigers
- Kansas City Royals
- Minnesota Twins

#### American League West(West Division/AL West)
- Los Angeles Angels
- Oakland Athletics
- Seattle Mariners
- Texas Rangers
- Houston Astros

### Zwycięskie zespoły
| Liczba | Zespół                | Mistrzostwa | |
| ------ | --------------------- | ----------- | --- |
| 1      | New York Yankees      | 27          | 1923, 1927, 1928, 1932, 1936, 1937, 1938, 1939, 1941, 1943, 1947, 1949, 1950, 1951, 1952, 1953, 1956, 1958, 1961, 1962, 1977, 1978, 1996, 1998, 1999, 2000, 2009 |
| 2      | St. Louis Cardinals   | 11          | 1926, 1931, 1934, 1942, 1944, 1946, 1964, 1967, 1982, 2006, 2011                                                                                                 |
| 3      | Oakland Athletics     | 9           | 1910, 1911, 1913, 1929, 1930, 1972, 1973, 1974, 1989 |
| 3      | Boston Red Sox        | 9           | 1903, 1912, 1915, 1916, 1918, 2004, 2007, 2013, 2018 |
| 5      | San Francisco Giants  | 8           | 1905, 1921, 1922, 1933, 1954, 2010, 2012, 2014 |
| 6      | Los Angeles Dodgers   | 7           | 1955, 1959, 1963, 1965, 1981, 1988, 2020 |
| 7      | Cincinnati Reds       | 5           | 1919, 1940, 1975, 1976, 1990 |
| 7      | Pittsburgh Pirates    | 5           | 1909, 1925, 1960, 1971, 1979 |
| 9      | Detroit Tigers        | 4           | 1935, 1945, 1968, 1984 |
| 9      | Atlanta Braves        | 4           | 1914, 1957, 1995, 2021 |
| 11     | Baltimore Orioles     | 3           | 1966, 1970, 1983 |
| 11     | Chicago White Sox     | 3           | 1906, 1917, 2005 |
| 11     | Minnesota Twins       | 3           | 1924, 1987, 1991 |
| 11     | Chicago Cubs          | 3           | 1907, 1908, 2016 |
| 15     | Cleveland Indians     | 2           | 1920, 1948 |
| 15     | Florida Marlins       | 2           | 1997, 2003 |
| 15     | New York Mets         | 2           | 1969, 1986 |
| 15     | Toronto Blue Jays     | 2           | 1992, 1993 |
| 15     | Philadelphia Phillies | 2           | 1980, 2008 |
| 15     | Kansas City Royals    | 2           | 1985, 2015 |
| 15     | Houston Astros        | 2           | 2017, 2022 |
| 22     | Arizona Diamondbacks  | 1           | 2001 |
| 22     | Anaheim Angels        | 1           | 2002 |
| 22     | Washington Nationals  | 1           | 2019 |
| 22     | Texas Rangers         | 1           | 2023 |
| 26     | Colorado Rockies      | 0           | |
| 26     | Milwaukee Brewers     | 0           | |
| 26     | San Diego Padres      | 0           | |
| 26     | Seattle Mariners      | 0           | |
| 26     | Tampa Bay Rays        | 0           | |